# Deficiencia de factor X
La deficiencia de factor X (X como el número romano diez) es un trastorno hemorrágico caracterizado por una falta en la producción de factor X  de la coagulación (FX), una proteína enzimática que hace que la sangre se coagule en la cascada de la coagulación. Producido en el hígado FX cuando se activa escinde la protrombina para generar trombina en la vía intrínseca de la coagulación. Este proceso depende de la vitamina K y se ve reforzado por el factor V activado.
La afección puede ser hereditaria o, más comúnmente, adquirida.

## Signos y síntomas
Los síntomas pueden diferir mucho, ya que aparentemente los modificadores controlan hasta cierto punto la cantidad de FX que se produce. Algunas personas afectadas tienen pocos o ningún síntoma, mientras que otras pueden experimentar hemorragias potencialmente mortales. Por lo general, este trastorno hemorrágico se manifiesta como una tendencia a la fácil aparición de hematomas, sangrado de la nariz, menstruación abundante y prolongada y sangrado durante el embarazo y el parto, y sangrado excesivo después de intervenciones dentales o quirúrgicas. Los recién nacidos pueden sangrar en la cabeza, por el ombligo o en exceso después de la circuncisión. Se pueden encontrar otros sangrados en músculos o articulaciones, cerebro, intestino u orina.
Mientras que en las enfermedades congénitas los síntomas pueden estar presentes al nacer o aparecer más tarde, en pacientes con deficiencia adquirida de FX, los síntomas suelen aparecer en la edad adulta.

## Causas
La deficiencia hereditaria o congénita de FX se transmite por herencia autosómica recesiva. Una persona necesita heredar un gen defectuoso de ambos padres. Las personas que tienen solo un gen defectuoso generalmente no presentan la enfermedad, pero pueden transmitir el gen a la mitad de su descendencia. Se han descrito diferentes mutaciones genéticas.
En personas con deficiencia congénita de FX, la afección es de por vida. Las personas afectadas deben alertar a otros miembros de la familia, ya que también pueden tener la enfermedad o ser portadores del gen. En la población general, la afección afecta aproximadamente a 1 de cada 1 millón de personas. Sin embargo, la prevalencia puede ser mayor, ya que no todas las personas pueden manifestar la enfermedad y ser diagnosticadas.
En la forma adquirida de deficiencia de FX, el hígado produce una cantidad insuficiente de factor X debido a enfermedad hepática, deficiencia de vitamina K, acumulación de proteínas anormales en los órganos (amiloidosis) o ciertos medicamentos (es decir, warfarina). En la amiloidosis, la deficiencia de FX se desarrolla a medida que las fibrillas amiloides absorben el FX y otros factores de coagulación.

## Diagnóstico
Se necesitan análisis de sangre para diferenciar la deficiencia de FX de otros trastornos hemorrágicos. Son típicos el tiempo de trombina normal, el tiempo de protrombina (TP) prolongado y el tiempo de tromboplastina parcial (TPP) prolongado. El antígeno FX y su actividad coagulante se pueden utilizar para clasificar la gravedad de la afección:
1. El tipo I tiene niveles bajos de actividad y antígeno FX.
2. El tipo II tiene baja actividad coagulante pero niveles de antígeno FX normales o limítrofes.

El gen FX (F10) se encuentra en el cromosoma 13q34. Se han descrito mutaciones heterogéneas en pacientes con deficiencia de FX.

## Tratamiento
Hay varios tratamientos disponibles para el sangrado debido a la deficiencia de factor X. Un concentrado de divisas específico no estaba disponible a 2009.
1. El concentrado de complejo de protrombina (PCC) proporciona al FX un riesgo de trombosis.
2. Plasma fresco congelado (PFC): es relativamente económico y está fácilmente disponible. Si bien es eficaz, este tratamiento conlleva un riesgo de sobrecarga de líquidos y virus transmitidos por la sangre.
3. Si los niveles de vitamina K son bajos, la vitamina K puede administrarse por vía oral o parenteral.

El tratamiento de la deficiencia de FX en la amiloidosis puede ser más complejo e incluir cirugía (esplenectomía) y quimioterapia.

## Historia
La condición se describió de forma independiente en la década de 1950. Telfer y colaboradores describieron a una paciente llamada Prower en 1956 y Hougie y colaboradores describieron a un paciente masculino llamado Stuart en 1957. Cuando los experimentos mostraron que el suero de estos dos pacientes carecía del mismo factor, estos dos pacientes fueron las primeras personas identificadas con deficiencia de FX y el factor se denominó factor Stuart-Prower, más tarde factor X.